# Kleros
Un kleros o cleros (en griego antiguo: κλῆρος, romanizado: klêros) designaba en la Antigua Grecia el lote de tierra del que un ciudadano era propietario. En el marco del establecimiento de una colonia o en el de las cleruquías atenienses, la tierra era dividida entre tantos ciudadanos como kleroi. Se encuentra el carácter igualitario en la etimología del término, que en su origen significaba «lote atribuido por la suerte».

## En Esparta
Cada familia espartiata disponía, en Laconia o en Mesenia, de un kleros igual, cultivado por ilotas y cuyas rentas aseguraban la cuota diaria obligatoria de cada uno al mess (rancho o comedor militar), condición necesaria para pertenecer a este último, y por tanto a la ciudadanía.

En la reconstrucción del pasado espartano, las fuentes griegas supusieron que, conforme a las costumbres de los conquistadores dorios, la distribución de las tierras se hizo durante la conquista. Es decir, que como toda la organización espartana, era obra de Licurgo; o bien, puesto que había también lotes en Mesenia, la obra del legislador habría sido completada por el rey Polidoro, vencedor en la primera guerra mesenia. Heródoto sugiere que, si en el siglo VI a. C., Esparta había conseguido conquistar el territorio de Tegea, cuyo «llano midieron a cordel», es evidente que los griegos no podían tener documentos sobre la atribución inicial de kleroi y que esta distribución teóricamente igualitaria se trataría de una reconstrucción tardía. La teoría de una repartición igualitaria de tierras, según Françoise Ruzé, «es el producto más claro del espejismo espartano. Polibio fue el primero en afirmarlo, en el siglo II a. C.; ahora bien ignoramos sobre qué fuente se apoyaba. Plutarco, sobre todo, divulgó este mito que ha alimentado a generaciones de historiadores, incluso ideólogos».
En su Vida de Licurgo, Plutarco refiere que el legislador espartano para redistribuir la tierra persuadió a los espartanos de que pusieran en común todo el país, lo redistribuyeran desde la base y convivieran haciéndose absolutamente todos semejantes (homolaeis), con los mismos lotes (isokleroi) para alimentarse, y no buscar otra distracción que la virtud (areté )[...]) Y sumando a la palabra la acción, repartió el resto de Laconia en 30.000 lotes para los periecos, y el territorio aferente a Esparta en 9000, tal fue el número de kleroi de los espartiatas. Algunos dicen que Licurgo repartió 6000 y que Polidoro añadió 3000; otros que este distribuyó la mitad de los 9000 y la otra mitad Licurgo. El lote de cada uno era suficiente como para rendir una renta de 70 medimnos de cebada para el hombre y de 12 para la mujer, con los frutos y legumbres en proporción. Además para asegurar la perennidad del sistema, a cada nuevo neonato autorizado a vivir por los ancianos de la tribu se le asignaba un lote de los 9000. Las cifras son de dudosa autenticidad histórica. Pero en la Vida de Agis, 5.2 Plutarco asegura que antes del siglo IV a. C. «el padre dejaba su lote a su hijo». Los historiadores han intentado conciliar los dos textos. No basta con suponer que los ancianos acordaban o confirmaban al hijo, para el futuro, el lote de su padre, porque ¿que sucedía, caso normal, si había varios hijos? Según Pavel Oliva se le daría uno de los lotes disponibles, pero incluso admitiendo que lo hubiera, no sería el lote del padre. El primer texto no habla de acordar para el futuro, sino de asignar inmediatamente: si se trata del lote del padre, este se hallaría entonces desprovisto de él. Edmond Lévy aboga por reconocer dos regímenes de herencia diferentes, en lugar de intentar conciliar artificialmente dichos pasajes.
Otros autores griegos tienen una visión diferente. Platón evoca una «tierra dividida sin protestas» durante la conquista por «los dorios», pero no considera que hubiera ni igualdad ni una «nueva partición». Isócrates, ve este reparto como un contrato entre los Heráclidas y aquellos que les habían acompañado en su regreso, los dorios, correspondiendo, a los primeros, la realeza, a los segundos las tierras «en común».
En el siglo XIX, George Grote, criticó el «reparto igualitario» de Licurgo. Los historiadores modernos o bien han confiado ciegamente en Plutarco contentándose con parafrasear sus indicaciones, o bien han rechazado como una invención tardía todo el sistema fundado sobre la igualdad de los kleroi atribuidos por la polis y asociados a una renta fija pagada por los hilotas que cultivaban el dominio.
Este régimen de bienes raíces, no era igualitario más que en apariencia. No se puede asegurar que afectara a las primitivas propiedades del reparto original de los 9000 kleroi. Todo espartiata fue provisto de un lote de tierra conquistada que debía permitir a todos ellos subsistir conforme a unas normas definidas, pero eso no disminuyó los recursos de quienes eran ya ricos. Se tiene conocimiento de la cantidad de materias primas (trigo, vino, aceite, queso, etc.) que anualmente por kleros debían entregar los hilotas, lo que permite establecer que un kleros podía asegurar la subsistencia legal de dos espartiatas, un padre y un hijo, o bien dos hermanos. Si un espartiata tenía más de un hijo, sin disponer de otros recursos además de los que le aportaba su kleros, corría el riesgo ante la imposibilidad de entregar su cotización al mess, de perder su cualificación cívica y caer en la categoría de los hipomeiones.
En el siglo IV a. C., al contrario que en otras ciudades, la propiedad del lote de tierra era compartido entre la ciudad y su detentador. Este tenía el usufructo, limitado por la interdicción de obtener únicamente la renta tradicional. No tenía derecho a alienarlo: «vender la tierra estaba considerado vergonzoso (aischron), vender la parte primitiva (tès arkhaias moiras) no está permitido», lo que Plutarco parafrasea en: «estaba prohibido vender las partes distribuidas inicialmente (archèten diatétagménas)». Jean Ducat, arguye que en Esparta no había mucha distinción entre el significado de lo «moralmente honroso» y lo «formalmente prohibido». Tucídides sugiere que no estaba prohibido, porque si no ¿por qué retirarían a los espartiatas vencidos en Esfacteria el derecho de comprar y de vender? Aunque podría tratarse de una media vejatoria, que recuerda al estatus de los jóvenes menores de 30 años que tenían prohibido comprar y vender en el mercado objetos de la vida corriente, pero la argumentación se antoja discutible. Algunos autores rechazan la segunda parte de la frase de Heráclides, alegando el asíndeton entre las dos partes de la oración o el sentido de moira, que indicaría el tributo de los hilotas y no un lote de tierra. Al respecto, Aristóteles consigna un tetrámetro trocaico atribuido a Solón que «habla sobre los que quieren que se reparta la tierra», en estos términos: «ni de que la fecunda tierra de la patria igual parte los malos que los buenos tengan». Aristóteles considera, además, dicha interdicción como una costumbre arcaica, que había sido bastante habitual: «en muchas ciudades estaba prohibido por ley, al menos antiguamente, vender los lotes primitivos» El espartiata podía poseer tierra aparte del lote inicial. Esta disposición parece confirmada por un pasaje de Polibio, en el que según autores del siglo IV, el régimen lacedomonio se caracterizaba por el hecho de que «todos los ciudadanos debían tener una parte igual del territorio cívico (politikè chôra)»: si los ciudadanos no habían poseído más que los lotes de este territorio, la palabra chôra no habría habido necesidad de ser precisada. En la Vida de Agis, Plutarco menciona a la vez el patrimonio (oikos) y el kleros, o la tierra en general (gễ) y el kleros. Asimismo Platón distingue el kleros del resto de bienes (ousia). En una fecha incierta de principios del siglo IV a. C., como según Plutarco, la retra de Epitadeo, autorizó a los espartiatas a donar o legar las dos categorías, parece que el detentador adquiría, al menos parcialmente, el ius abutendi. Es probable que esta ley aprobara unas prácticas que hasta entonces eran ilegales, y que tales donaciones y legados no constituyeran más que figuras jurídicas destinadas a disimular meras ventas. La venta del kleros continuaba siendo ilegal a finales del siglo IV a. C.
Aristóteles informa que, en su época, se produjo una concentración de tierras en manos de mujeres, casi las dos quintas partes por haber muchas herederas y porque se dan muchas dotes: aunque primitivamente cuando una familia carecía de un heredero varón, la hija (que recibía el nombre de epíclera, literalmente «junto o sobre el kleros»)
debía casarse con un hombre sin kleros designado por los reyes. Parece que en Esparta, al contrario de Gortina, el hijo de una epíclera heredaba también los bienes de su padre, lo que daba lugar a la concentración de fortunas. Muchos kleroi en lugar se ser atribuidos a los hijos de otras familias para que hubieran podido mantenerlos y mantenerse, se hallaban concentrados, mediante matrimonios, donaciones o legados, en manos de un número de homoioi cada vez más restringido.